# Cratere Grignard
Grignard è un cratere lunare di 12,95 km situato nella parte nord-occidentale della faccia visibile della Luna.